# Список об'єктів Світової спадщини ЮНЕСКО в Лаосі
У списку об'єктів Світової спадщини ЮНЕСКО в Лаосі станом на 2015 рік налічується 2 культурні об'єкти. Окрім того ще 2 об'єкти є кандидатами на внесення до списку

## Список
| № | Зображення | Назва        | Місцеположення           | Час створення | Час внесення до списку | №                                                   | Критерії    |
| - | ---------- | ------------ | ------------------------ | ------------- | ---------------------- | --------------------------------------------------- | ----------- |
| 1 |            | Луангпхабанг | Луангпхабанг (провінція) | 698           | 1995                   | 479 [Архівовано 11 березня 2017 у Wayback Machine.] | ii, iv, v   |
| 2 |            | Ват-Пху      | Тямпасак (провінція)     | V століття    | 2001                   | 481 [Архівовано 5 липня 2017 у Wayback Machine.]    | iii, iv, vi |

## Кандидати
У цьому списку вказані об'єкти, що їх було запропоновано урядом Лаосу на внесення до Списку Світової спадщини ЮНЕСКО в порядку їх додавання.
| № | Зображення | Назва                              | Місцеположення          | Час створення | Час внесення до списку | №                                                  | Критерії |
| - | ---------- | ---------------------------------- | ----------------------- | ------------- | ---------------------- | -------------------------------------------------- | -------- |
| 1 |            | Мегалітичний комплекс Сіангкхуангу | Сіангкхуанг (провінція) | І століття    | 1992                   | 390 [Архівовано 17 жовтня 2011 у Wayback Machine.] | i, ііі   |
| 2 |            | Велика гробниця у В'єнтьяні        | В'єнтьян (провінція)    | 1556          | 1992                   | 391 [Архівовано 17 жовтня 2011 у Wayback Machine.] | i, iv    |